# El mártir del Calvario
El mártir del Calvario es una película mexicana de 1952 de los géneros de drama e historia, dirigida por Miguel Morayta. Suele ser considerada como una de las cintas religiosas más representativas que ha producido México. El filme participó en la selección oficial del Festival Internacional de Cine de Cannes de 1954. La personificación de Enrique Rambal como Jesús fue inmortalizada en una estatua colosal bautizada como Cristo Rey, con ubicación dentro del cementerio Jardines del Recuerdo, misma que es una de las esculturas más altas en México.

## Argumento
Jesús se rodea de sus discípulos y hace andar a un paralítico, pronuncia el sermón de la montaña, multiplica los peces, devuelve la vista a un niño, redime a la pecadora Magdalena, resucita a Lázaro y arroja del templo a los mercaderes. Después, Judas lo traiciona; Jesús es apresado, juzgado y agoniza en el Calvario. Muere, es sepultado y resucita al tercer día.

## Reparto
- Enrique Rambal como Jesús
- Manolo Fábregas como Judas Iscariote
- Consuelo Frank como María madre
- Alicia Palacios como María Magdalena
- Miguel Ángel Ferriz como Pedro
- Carmen Molina como Marta
- José María Linares-Rivas como Caifás
- Luis Beristáin como Jefe de Sinagoga
- Miguel Arenas como José de Arimatea
- Alberto Mariscal como Anás el Joven
- Alfonso Mejía como Marcos
- José Baviera como Poncio Pilatos
- Fernando Casanova como Centurión
- Tito Novaro como Malco
- Manuel Dondé como Lázaro